# Banca Suediei
Banca Suediei (suedeză Sveriges riksbank) sau pur și simplu Riksbank, este banca centrală a Suediei. Este cea mai veche bancă centrală din lume și a treia cea mai veche bancă în funcțiune.

## Guvernatori
- Karl Langenskiöld, 1901–1912
- Victor Moll, 1912–1929
- Ivar Rooth, 1929
- Klas Böök, 1948–1951
- Mats Lemne, 1951–1955
- Per Åsbrink, 1955–1973
- Krister Wickman, 1973–1976
- Carl Henrik Nordlander, 1976–1979
- Lars Wohlin, 1979–1982
- Bengt Dennis, 1982–1993
- Urban Bäckström, 1993 – 31 decembrie 2002
- Lars Heikensten, 1 ianuarie 2003 – 31 decembrie 2005
- Stefan Ingves, 1 ianuarie 2006–